# Mesut Bakkal
Mesut Bakkal (* 19. März 1964 in Kırıkkale) ist ein ehemaliger türkischer Fußballspieler und heutiger -trainer.

## Karriere

### Spieler
Bakkal spielte zu Beginn seiner aktiven Karriere bei MKE Kırıkkalespor und wechselte nach zwei Jahren zu Denizlispor. Für Denizlispor spielte der Mittelfeldspieler insgesamt zehn Jahre mit einer kurzen Unterbrechung, wo er auf Leihbasis für Afyonspor zwischen 1990 und 1991 spielte. Im weiteren Verlauf seiner Karriere unterschrieb er bei Izmirspor. Später 1995 wechselte Bakkal in die Provinz Edirne zu Uzunköprüspor.

### Trainer
Mesut Bakkal war von 1998 bis 2005 Co-Trainer bei Denizlispor, MKE Ankaragücü und Gençlerbirliği Ankara und assistierte in diesen Vereinen Ersun Yanal. Nachdem Yanal 2004 zum türkischen Nationaltrainer ernannt worden war, folgte Bakkal Yanal auch hierher und arbeitete bis zum Sommer 2005 hier als Co-Trainer.
Bei allen drei Vereinen, bei denen er zuvor Co-Trainer war, wurde er später auch Chef-Trainer. Es folgten Gaziantepspor, Manisaspor, Sivasspor und zuletzt Samsunspor.
Sein damaliger größter Erfolg als Trainer war der Einzug in das türkische Pokalfinale mit Gençlerbirliği Ankara in der Saison 2007/08. Man verlor das Finale im Elfmeterschießen gegen Kayserispor mit 10:11. Samsunspor konnte er in der Saison 2011/12 nicht vor dem Abstieg retten. Als Konsequenz daraus trat Bakkal als Trainer von Samsunspor zurück.
Am 5. November 2012 übernahm Bakkal die Mannschaft von Kardemir Karabükspor. Er wurde Nachfolger von Michael Skibbe. Bakkal führte Karabükspor schnell in die obere Tabellenhälfte und sorgte durch Überraschungssiege gegen Galatasaray Istanbul, Fenerbahçe Istanbul und Trabzonspor dafür, dass die Fachpresse auf Karabükspor aufmerksam wurde. Gegen Saisonende gelang es der Mannschaft nicht mehr seine Leistungen zu wiederholen. Infolgedessen rutsche man erneut in die Abstiegszone. Nach diesen Entwicklungen wurde Bakkal von der Vereinsführung entlassen.
Seit dem 16. Dezember 2013 ist Bakkal Cheftrainer bei Torku Konyaspor. Ende Oktober 2014 verließ er nach gegenseitigem Einvernehmen diesen Verein wieder.
Im Februar 2015 übernahm er zum dritten Mal in seiner Karriere Gençlerbirliği Ankara und ersetzte den entlassenen İrfan Buz. Bakkal erwirkte bei seinem neuen Arbeitgeber den erhofften Aufschwung. So entfernte sich die Mannschaft unter Bakkals Führung schnell von der Abwehrregion und sicherte sich bereits einige Wochen vor Saisonende den Klassenerhalt. Nach der 1:2-Heimniederlage gegen Mersin İdman Yurdu kritisierte der Vereinspräsident İlhan Cavcav öffentlich während einer Pressekonferenz Bakkal und war ihm Fehlentscheidungen bei der Aufstellung vor. Am nachfolgenden Tag, dem 23. Mai 2015, gab Bakkal seinen Rücktritt bekannt.
Zur Spielzeit 2015/16 übernahm Bakkal den südtürkischen Erstligisten Mersin İdman Yurdu. Er unterschrieb hier einen Einjahresvertrag mit einer Option auf ein weiteres Jahr. Bakkal trat am 18. September 2015 zurück.
Im Februar 2016 übernahm Bakkal den stark abstiegsbedrohten Erstligisten Sivasspor und betreute damit diesen Verein zum zweiten Mal in seiner Karriere. Mit diesem Verein bewahrte er bis zum letzten Spieltag die Chance auf einen Klassenerhalt und verfehlte diesen am letzten Spieltag. Nach dem Abstieg und seinem Vertragsablauf verließ Bakkal diesen Verein wieder. Ende September 2016 wurde er erneut bei Sivasspor als Cheftrainer verpflichtet und arbeitete mit dieser Einstellung das erste Mal in seiner Karriere in der TFF 1. Lig. Im März 2017 trat er von seinem Amt zurück.
Anfang September 2017 übernahm er zum vierten Mal in seiner Laufbahn Gençlerbirliği Ankara. Nach einem Jahr übernahm er Alanyaspor. Von 2020 bis 2021 führte er die Mannschaft vom BB Erzurumspor. Seit Januar 2022 war er bei Denizlispor unter Vertrag, dort wurde Bakkal im Oktober desselben Jahres wieder freigestellt. In den Jahren danach folgten Kurzzeiteinsätze als Trainer verschiedener türkischer Vereine. Seit dem 1. Juli 2025 trainiert er den Drittligisten Şanlıurfaspor.

## Erfolge
- Mit Gençlerbirliği Ankara
  - Ankaraer TSYD-Pokalsieger: 2006[8]
  - Türkischer Pokalfinalist: 2007/08

- Mit Sivasspor
  - Aufstieg in die Süper Lig und Meister der TFF 1. Lig: 2016/17 1